# 梶原登城
梶原 登城（かじわら とき、1970年 - ）は、NHKドラマ番組部のディレクター。

## 経歴
福岡県生まれ。明治大学文学部卒業後NHKに入局。NHK新潟放送局を経て東京ドラマ部に異動。2017年現在、NHKドラマ番組部チーフ・ディレクター。
第52回モンテカルロ国際テレビ祭において監督作『とんび』がゴールデンニンフ賞（最優秀作品賞）を受賞した。

## 主な作品
- 大河ドラマ
  - 利家とまつ〜加賀百万石物語〜（2002年）[1]
  - 功名が辻（2006年）[1]
  - 龍馬伝（2010年）[1]
- 連続テレビ小説
  - こころ（2003年）
  - おひさま（2011年）
  - あまちゃん（2013年）[1]
  - マッサン（2014年）[1]
  - おかえりモネ（2021年）
- よるドラ ルームシェアの女（2005年）
- 土曜ドラマ
  - こんにちは、母さん（2007年）
  - 外事警察（2009年）
  - とんび（2012年）
  - デジタル・タトゥー（2019年）[2]
- 木曜時代劇
  - 陽炎の辻〜居眠り磐音 江戸双紙〜（2007年）
  - 陽炎の辻2 〜居眠り磐音 江戸双紙〜（2008年）
  - ちかえもん（2016年）[3]
- 創作テレビドラマ大賞 ガラス色の恋人（2009年）
- 福井発地域ドラマ シューカツ屋（2019年） - プロデューサー
- NHKスペシャル
  - こもりびと（2020年）
  - 未解決事件「松本清張と帝銀事件」（2022年）

## 受賞歴
- 『龍馬伝』（2010年）
  - 放送文化基金賞
- 『とんび』（2012年）
  - 52回モンテカルロ国際テレビ祭ゴールデンニンフ賞（最優秀作品賞）[1]
  - 東京ドラマアウォード2012単発ドラマ優秀賞
  - 平成24年度文化庁芸術祭テレビ・ドラマ部門優秀賞[1]
  - 第41回国際エミー賞主演男優賞部門ノミネート（堤真一）
- 『マッサン』（2014年）
  - 東京ドラマアウォード2015連続ドラマ優秀賞
- 『ちかえもん』（2016年）
  - 第34回向田邦子賞（脚本家 藤本有紀）
  - 第53回ギャラクシー賞選奨[1]
  - 平成28年度（第71回）文化庁芸術祭賞 テレビ・ドラマ部門優秀賞[4]
- 『デジタル・タトゥー』（2019年）
  - 令和元年度（第74回）文化庁芸術祭賞 テレビ・ドラマ部門優秀賞[5]
- NHKスペシャル ドラマ こもりびと（2020年）
  - 令和3年度（第76回）文化庁芸術祭賞 テレビ・ドラマ部門優秀賞